# Mildgitha Bachleitner
Schwester Maria Mildgitha Bachleitner (* 23. Oktober 1895 in Altfraunhofen; † 9. März 1985: gebürtig Barbara Bachleitner) war eine deutsche Ordensfrau. Seit 1956 war sie Generaloberin der Barmherzigen Schwestern vom hl. Vinzenz von Paul in München. 

## Leben
Barbara Bachleitner trat 1914 in den Orden der Barmherzigen Schwestern vom hl. Vinzenz von Paul ein, wo sie den Ordensnamen Mildgitha annahm. Ihre Profess legte sie 1917 ab. Sie wirkte im Schreibzimmer des Münchner Mutterhauses der Kongregation, nachdem sie vorher in München im Krankenhaus l. d. Isar tätig war. Danach arbeitete sie im Schreibzimmer des Städtischen Krankenhauses Aschaffenburg, bis sie 1948 Oberin in der Orthopädischen Klinik in München wurde.
1956 wurde sie als Nachfolgerin von Castella Blöckl zur Generaloberin des Ordens gewählt.

## Auszeichnungen
- 1962: Bayerischer Verdienstorden